# Walibi World

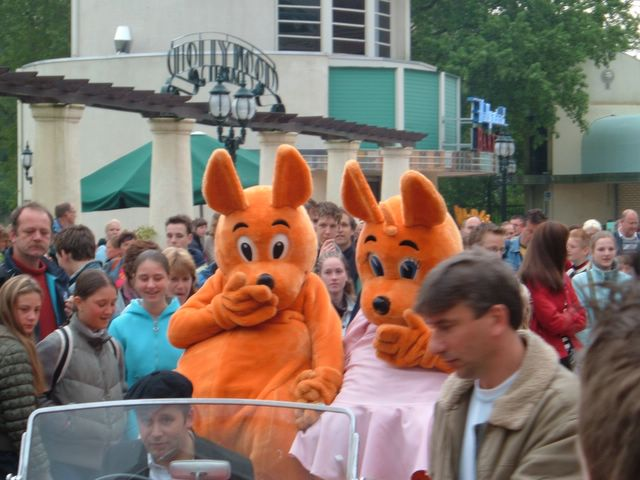
A Walibi Worldben

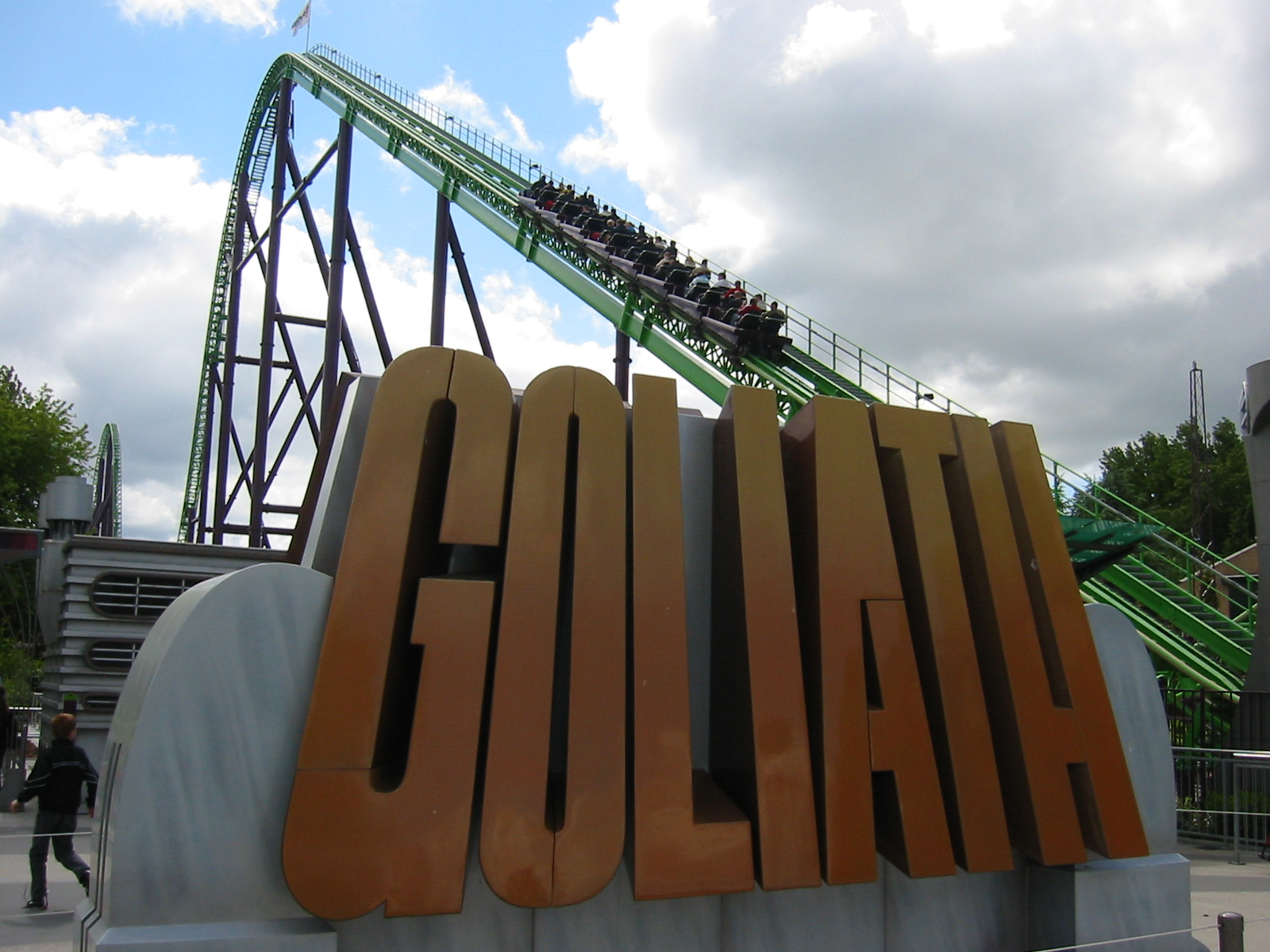
Goliath

Walibi World az egyik legnagyobb szórakoztató park Hollandiában, Flevoland tartományban, Drontenben. Korábbi nevén a park Six Flags Holland, Walibi Flevo, még régebben Flevohof.
Amikor a korai Flevohof csődbe ment, átnevezték Walibi Flevo névre. 2005 óta a jelenlegi nevét használja. A legtöbb látnivaló, beleértve a hullámvasutakat és sok mást a Six Flags és Walibi Flevo időszakban került ide.
Walibi Worldben hét hullámvasút található, köztük a legnagyobb, leggyorsabb és leghosszabb hullámvasút a Benelux államokban, a Goliath. Walibi Worldbenvan fa hullámvasút és több mint 50 látnivaló is.

## Látnivalók

### Intenzív látnivalók
- A Kondor
- Excalibur
- Ejtőernyős
- G-Force
- A hangsebesség
- A gladiátor
- Goliath
- Robin Hood
- Space Shot
- xpress
- Tomahawk

### Családi látnivalók
- Mini Taxi
- Le Tour des Jardins
- Tequila taxi
- Cavalli barocca
- A szerencse
- La Grande Roue
- Les Petits Cheveux
- A kalapok
- Merlin varázslatos kastélya
- A pavilon
- A piccolini
- Gokart

### A vízi attrakciók
- A nagy folyó
- Őrült folyó
- A fröccscsata